# ローランド・ダンテス
ローランド・ダンテス（Roland Dantes、本名: Rolando Pintoy Dantes、1940年6月15日 - 2009年3月16日）はフィリピン出身の俳優、ボディビルダー、格闘家である。

## 人物・経歴

### 俳優としての特徴
元々はボディビルダーで、1971年から1980年の間にはミスター・フィリピンのタイトルに5回輝き、ミスター・ユニバースやミスター・ワールドにも出場した実績を誇る。俳優業の前は警察官だった。
俳優としては上記の栄光と屈強な肉体を引っさげて『奴隷拳士/南海の大冒険』（1974年/未/ビデオ）で主役デビューを果たす。以後、シリオ・H・サンティアゴ監督作品等の娯楽作品で活躍する（2002年まで出演履歴がある）。1980年代末からはフィリピンで撮影された外国映画や合作映画にも進出し、チャック・ノリス主演の米国映画『デルタフォース2』（1990年）にもビリー・ドラゴ演じる麻薬王の用心棒の端役でルエル・ヴァーナルらと共に起用された。
1990年代からはオーストラリアのメルボルンとへ活動の拠点を移し、『燃えよドラゴン』（1973年）のフレッド・ワイントローブ製作総指揮、リチャード・ノートンが主演、製作の『アイアン・フィスト/怒りの鉄拳』（1995年/未/ビデオ）やテレビ・シリーズのゲスト出演がある。晩年はフィリピンへ帰り、2009年にケソン市で亡くなった。また、死後の同年にはFAMAS賞に於ける名誉賞的な追悼賞を受賞した。

### 格闘家としての顔
モダンアーニスの始祖であるレミー・プレサスの下で30年以上に渡って武道の修業を積んだ。同門には著名なカコイ・カネテやエドガー・スライトがいた。長年の鍛錬の末、ダンテスはエスクリマドール（フィリピン棒術）の権威（グランドマスター）にまで上り詰めた。
映画中でも棒術の見せ場があり、『奴隷拳士/南海の大冒険』では『レッド・サン』（1971年）でアラン・ドロンに射殺された田中浩が扮する日本の侍、『戦場のサムライ』（1985年/未/ビデオ）ではシルヴァー・スター・フィルム社製作の『ニンジャウォリアーズ』（1985年/未/ビデオ）等のアクション・スターのロン・マルチーニと死闘を演じた。

## フィルモグラフィ
- 『奴隷拳士/南海の大冒険』（1974年/未/ビデオ）（徳間コミュニケーションズから発売済み）ギルバート・ローランド、ナンシー・クワン、ディーン・ストックウェル、ガイ・マディスン、アレハンドロ・レイ、田中浩出演
- 『戦場のサムライ』（1985年/未/ビデオ）（東芝映像から発売済み）チャーリー・オルドネス、ニック・カカス共同監督、ロン・マルチーニ出演
- 『地獄のバトル・ボーダー/戦場に舞い降りた残虐軍団』（1986年/未/ビデオ）（徳間ジャパンから発売済み）（クレジットなし、他作品からのフッテージ流用）ゴッドフリー・ホー監督、リチャード・ハリスン、マイク・アボット出演
- 『殺人特攻戦車/タイガー・シャーク』（1987年/未/ビデオ）（東映/東北新社から発売済み）エメット・オルストン監督、マイケル・ストーン出演
- 『デルタフォース2』（1990年）（ヘラルド/東芝映像から発売済み）アーロン・ノリス監督、チャック・ノリス、リチャード・ジェッケル出演
- 『エンジェル・フィスト』（1993年/未ソフト化）シリオ・H・サンティアゴ監督
- 『キング・オブ・フィスト』（1993年/未/ビデオ）（アスキーから発売済み）シリオ・H・サンティアゴ監督、ジェリー・トリンブル、ジョージ・タケイ、テッド・マークランド出演
- 『アイアン・フィスト/怒りの鉄拳』（1995年/未/ビデオ）リチャード・ノートン、ジェーン・バドラー、サム・グレコ出演